# Виснёва (гмина, Стшижувский повет)
Виснёва (пол. Wiśniowa) — сельская гмина (волость) в Польше, входит как административная единица в Стшижувский повет, Подкарпатское воеводство. Население — 8480 человек (на 2004 год).

## Демография
| Перепись                       | Всего   | Всего | Женщины | Женщины | Мужчины | Мужчины |
| ------------------------------ | ------- | ----- | ------- | ------- | ------- | ------- |
| Единицы                        | человек | %     | человек | %       | человек | %       |
| Население                      | 8480    | 100   | 4283    | 50,5    | 4197    | 49,5    |
| Плотность населения (чел./км²) | 101,8   | 101,8 | 51,4    | 51,4    | 50,4    | 50,4    |

## Сельские округа
1. Ящурова
2. Язова
3. Калембина
4. Козлувек
5. Кожухув
6. Маркушова
7. Неводна
8. Опарувка
9. Пстронгувка
10. Ружанка
11. Шуфнарова
12. Тулковице
13. Виснёва

## Соседние гмины
1. Гмина Фрыштак
2. Гмина Стшижув
3. Гмина Велёполе-Скшиньске
4. Гмина Вояшувка